# Гогријал
Гогријал је град вилајета Вараб у Јужном Судану. Налази се на левој обали реке Џур, у северном делу земље. У Гогријалу живи 44.600 становника, а већински народ су Динке.